# Spathius erymanthus
Spathius erymanthus är en stekelart som beskrevs av Nixon 1943. Spathius erymanthus ingår i släktet Spathius och familjen bracksteklar. Inga underarter finns listade i Catalogue of Life.